# آناباس تستودینئوس
آناباس تستودینئوس (نام علمی: Anabas testudineus) به گروهی از ماهیان آب شیرین می‌گویند که زیرگروه خانوادهٔ آناباس می‌باشند. این گروه از ماهیان می‌توانند تا چند روز بدون آب زنده بمانند و همچنین می‌توانند آب را برای جستجوی دیگر برکه‌ها ترک کنند.

## در آکواریوم
این گروه از ماهیان باید در آکواریوم در دمای ۲۷ درجه سانتیگراد نگهداری شوند. اندازه این ماهیان تا ۲۵ سانتیمتر نیز می‌رسد. آناباس تستودینئوس گوشت‌خوار است و در سطوح مختلف آکواریوم شنا می‌کند. گنجایش آکواریوم برای این گونه ماهی باید دست کم ۴۷۳ لیتر باشد. بهتر است برای این ماهی پناهگاه‌های زیادی در آکواریوم گذاشته شود.